# Diglyphus gibbus
Diglyphus gibbus är en stekelart som beskrevs av Zhu, Lasalle och Huang 2000. Diglyphus gibbus ingår i släktet Diglyphus och familjen finglanssteklar. Inga underarter finns listade i Catalogue of Life.